# Proailurus
Proailurus var et forhistorisk kødædende pattedyr, der levede for godt 25 mio. år siden. Proailurus var et smalt lille dyr, der løb hurtigt og adræt rundt på jagt efter mindre pattedyr såsom mus. Proailurus er forfader til familien Felidae, der omfatter alle nulevende kattedyr, og den er selv en del af familien.